# Kostel svatého Cyrila a Metoděje (Prostějov)
Kostel svatého Cyrila a Metoděje je římskokatolický filiální kostel ve farnosti Povýšení sv. Kříže v Prostějově. Původně byl součástí místního kapucínského kláštera.

## Historie
Kostel byl postaven v letech 1759–1766 na předměstí Prostějova spolu s hospicem kapucínského řádu. Nejprve zde stála kaple s kryptou zasvěcená svaté Barboře, vysvěcena 7. srpna 1762 olomouckým generálním vikářem Leopoldem Podstatzkým. V roce 1764 podal kvardián P. Firmianus žádost olomouckému biskupovi, aby směli kapli přestavět na kostel. Kapucínský kostel měl jen malou věžičku nad kněžištěm. V roce 1784 byl klášter zrušen Josefem II. Předměty v kostele, pořízené z darů občanů města nebo řádových prostředků, byly rozprodány v aukcích.
Obnovení kostela iniciovala městská rada 22. dubna 1899, nejprve měl být zasvěcen Navštívení Panny Marie, na návrh kněze Karla Kráčmara se titul změnil na sv. Cyrila a Metoděje. Opravený kostel slavnostně benedikoval 21. října 1906 P. Antonín Vrána. Konala se zde první mše svatá a správcem ustanovili hřbitovního a nemocničního kněze P. Františka Starého. Kromě pravidelných bohoslužeb se z kostela vypravovaly pohřby. Roku 1925 byl pro občany nekatolického vyznání postaven PAX – městská obřadní síň vedle kostela. Po roce 1950 sloužil kostel jako márnice. Když kolem započala stavba sídliště, stal se cílem zlodějů a vandalů. Ti vytloukli všechny vitráže, shodili sochy z oltářů, poničili varhany a veškerý interiér postupně pokryl holubí trus. Na začátku roku 1988 nabídl duchovní správce farnosti Povýšení svatého Kříže určickému faráři, aby si odvezl lavice ze zničeného kostela. Když si pro ně přijel, byl šokován tou spouští a zorganizoval k úklidu někdejšího Božího domu skupinu mladých lidí. Komunisté se o akci dozvěděli a přikázali ji zastavit, brigádníci však zákaz ignorovali. V neděli 14. srpna 1988 se konala slavnostní bohoslužba u příležitosti znovuotevření kostela.